# Juraichhari
Juraichhari es un subdistrito (upazila) del distrito (zila) de Rangamati, de la región de Chittagong, en Bangladés, con una población censada en marzo de 2011 de 27 786 habitantes.
Se encuentra ubicado en al sureste del país, junto a la frontera con India y el lago Kaptai.